# Slovenska republiška liga 1948-1949
La Slovenska republiška nogometna liga 1948./49. (it. "Campionato calcistico della Repubblica di Slovenia 1948-49") fu la quarta edizione del campionato della Repubblica Popolare di Slovenia. In questa stagione era nel terzo livello della piramide calcistica jugoslava.
Il campionato venne vinto dallo Železničar Lubiana, al suo primo titolo nella competizione. Questa vittoria diede ai "ferrovieri" l'accesso agli spareggi per la Druga Liga 1950.

La seconda classificata, il Rudar Trbovlje, andò agli spareggi per la Treća Liga 1950, neoformata terza divisione a girone unico.
La formazione di una terza divisione a livello nazionale, porterà la Slovenska republiška liga 1950 (che sarà a 12 squadre) al quarto scalino nella piramide calcistica jugoslava.

## Squadre partecipanti
La vincitrice dell'edizione precedente, la Guarnigione JNA di Lubiana, aveva interrotto l'attività calcistica, mentre il Kladivar aveva perso gli spareggi per la promozione in Druga Liga 1948-1949.
| Squadra         | Città         | Stagione 1947-48 | Stagione 1947-48  |
| Squadra         | Città         | Pos.             | Divisione         |
| --------------- | ------------- | ---------------- | ----------------- |
| Kladivar        | Celje         | 2°               | 1. Slovenska liga |
| Železničar (Mb) | Maribor       | 3°               | 1. Slovenska liga |
| Nafta           | Lendava       | 4°               | 1. Slovenska liga |
| Polet           | Maribor       | 5°               | 1. Slovenska liga |
| Rudar           | Trbovlje      | 6°               | 1. Slovenska liga |
| Železničar (Lj) | Lubiana       | 7°               | 1. Slovenska liga |
| Sobota          | Murska Sobota | 1°               | 2. Slovenska liga |
| Udarnik         | Kranj         | 2°               | 2. Slovenska liga |

## Classifica
Questa la classifica finale della 1. Slovenska liga, terzo livello calcistico in Jugoslavia:
|  | Pos. | Squadra              | Pt | G  | V  | N | P | GF | GS | QR    |
|  | ---- | -------------------- | -- | -- | -- | - | - | -- | -- | ----- |
|  | 1.   | Železničar Lubiana   | 22 | 14 | 10 | 2 | 2 | 37 | 10 | 3,700 |
|  | 2.   | Rudar Trbovlje       | 20 | 14 | 9  | 2 | 3 | 35 | 21 | 1,666 |
|  | 3.   | Branik Maribor/Polet | 15 | 14 | 6  | 3 | 5 | 21 | 18 | 1,166 |
|  | 4.   | Nafta                | 13 | 14 | 6  | 1 | 7 | 33 | 27 | 1,222 |
|  | 5.   | Železničar Maribor   | 13 | 14 | 5  | 3 | 6 | 26 | 25 | 1,040 |
|  | 6.   | Udarnik Kranj        | 11 | 14 | 4  | 3 | 7 | 20 | 45 | 0,444 |
|  | 7.   | Sobota               | 10 | 14 | 4  | 2 | 8 | 21 | 24 | 0,875 |
|  | 8.   | Kladivar Celje       | 8  | 14 | 2  | 4 | 8 | 15 | 28 | 0,535 |

Legenda:
  Campione della Slovenska republiška liga 1948-1949 ed ammesso agli spareggi per la 2. liga 1950.
  Ammesso agli spareggi per la 3. liga 1950.
      Qualificato in 2. liga 1950.
      Qualificato in 3. liga 1950.
      Retrocessa nella divisione inferiore.
Note:
Due punti a vittoria, uno a pareggio, zero a sconfitta.

## Risultati
Andata:

05.09.1948. Železničar (Lj) – Polet 2–2, Železničar (Mb) – Kladivar 0–1, Sobota – Udarnik 4–0

19.09.1948. Železničar (Mb) – Krim 2–1

26.09.1948. Sobota – Nafta 4–1, Rudar – Železničar (Mb) 3–1, Polet – Udarnik 6–2

03.10.1948. Železničar (Mb) – Železničar (Lj) 4–2, Rudar – Sobota 3–3, Udarnik – Kladivar 2–1, Nafta – Polet 3–2

10.10.1948. Železničar (Lj) – Udarnik 3–2, Nafta – Kladivar 1–0, Železničar Mb) – Sobota 4–2

13.10.1948. Kladivar – Železničar 3–4

17.10.1948. Železničar (Mb) – Udarnik 1–3, Železničar (Lj) – Nafta 3–2, Rudar – Kladivar 5–0, Sobota – Polet 1–2

31.10.1948. Polet – Železničar (Mb) 2–2, Kladivar – Sobota 5–1, Udarnik – Nafta 3–0 (a tavolino)

07.11.1948. Udarnik – Nafta 2–2

14.11.1948. Železničar – Rudar 2–1

21.11.1948. Polet – Rudar 0–1

Ritorno:

Durante la pausa invernale, il Polet ha cambiato il nome in Branik.

27.03.1949. Udarnik – Rudar 1–2, Železničar (Mb) – Nafta 0–2, Branik – Kladivar 2–0, Železničar (Lj) – Sobota ?–?

03.04.1949. Železničar (Lj) – Branik 3–0, Rudar – Nafta 5–1, Sobota – Udarnik 0–2, Železničar (Mb) – Kladivar 2–1

10.04.1949. Železničar (Lj) – Kladivar 5–0, Udarnik – Branik 1–0

17.04.1949. Železničar (Lj) – Železničar (Mb) 0–2, Sobota – Rudar 3–0, Branik – Nafta 1–0, Kladivar – Udarnik 0–0

24.04.1949. Rudar – Branik 1–0, Železničar (Mb) – Sobota 2–0, Nafta – Kladivar 1–1, Železničar (Lj) – Udarnik 3–3

08.05.1949. Železničar (Lj) – Nafta 2–1, Kladivar – Rudar 1–3, Branik – Sobota 1–0, Udarnik – Železničar (Mb) 4–0

15.05.1949. Rudar – Železničar (Lj) 0–3, Branik – Železničar (Mb) 2–0, Sobota – Kladivar 1–1

22.05.1948. Nafta – Udarnik 14–0, Železničar (Mb) – Rudar 2–3, Železničar (Lj) – Sobota 2–0

05.06.1949. Sobota – Železničar (Mb) 5–1

## Spareggi-promozione

### Per la 2. liga jugoslava
Le vincitrici dei 6 gironi delle Republičke lige 1948-1949 (più le seconde di Croazia e serbia) si sfidarono per quattro posti nella Druga Liga 1950 e vennero divise in due quadrangolari.
| Squadra               | Pt | G | V | N | P | GF | GS | QR    |
| --------------------- | -- | - | - | - | - | -- | -- | ----- |
| Željezničar Sarajevo  | 10 | 6 | 5 | 0 | 1 | 16 | 2  | 8,000 |
| 11. oktomvri Kumanovo | 7  | 6 | 3 | 1 | 2 | 9  | 13 | 0,692 |
| Železničar Lubiana    | 4  | 6 | 1 | 2 | 3 | 8  | 9  | 0,888 |
| Sutjeska              | 3  | 6 | 1 | 1 | 4 | 4  | 13 | 0,307 |

|                      | Sar  | Kum  | Lub  | Sut  |
| -------------------- | ---- | ---- | ---- | ---- |
| Željezničar Sarajevo | –––– | 7−0  | 1−0  | 3−0  |
| Kumanovo             | 1−0  | –––– | 1−1  | 0−3  |
| Železničar Lubiana   | 1−2  | 2−4  | –––– | 3−0  |
| Sutjeska             | 0−3  | 0−3  | 1−1  | –––– |

Legenda:
      Promossa in Druga Liga 1950.
      Passa in Treća Liga 1950.
Regolamento:
Due punti a vittoria, uno a pareggio, zero a sconfitta.

### Per la 3. liga jugoslava
Le seconde classificate dei 6 gironi delle Republičke lige 1948-1949 si sfidarono per quattro posti nella Treća Liga 1950 e vennero divise in due triangolari.
| Squadra           | Pt | G | V | N | P | GF | GS | QR     |
| ----------------- | -- | - | - | - | - | -- | -- | ------ |
| Radnički Belgrado | 8  | 4 | 4 | 0 | 0 | 22 | 2  | 11,000 |
| Rudar Trbovlje    | 4  | 4 | 2 | 0 | 2 | 12 | 7  | 1,714  |
| Tikveš Kavadarci  | 0  | 4 | 0 | 0 | 4 | 1  | 26 | 0,038  |

|                   | Rad  | Rud  | Tik  |
| ----------------- | ---- | ---- | ---- |
| Radnički Belgrado | –––– | 4−1  | 11−0 |
| Rudar Trbovlje    | 0−3  | –––– | 7−0  |
| Tikveš Kavadarci  | 1−4  | 0−4  | –––– |

Legenda:
      Passa in Treća Liga 1950.
Regolamento:
Due punti a vittoria, uno a pareggio, zero a sconfitta.

## Altre competizioni

### Seconda liga
Questa la classifica finale della 2. Slovenska liga, quarto livello calcistico in Jugoslavia:
|  | Pos. | Squadra               | Pt | G  | V  | N | P  | GF | GS | QR    |
|  | ---- | --------------------- | -- | -- | -- | - | -- | -- | -- | ----- |
|  | 1.   | Gorica                | 23 | 14 | 11 | 1 | 2  | 45 | 18 | 2,500 |
|  | 2.   | Jadran Lubiana        | 22 | 14 | 11 | 0 | 3  | 36 | 12 | 3,000 |
|  | 3.   | Proletarec Zagorje    | 17 | 14 | 8  | 1 | 5  | 35 | 25 | 1,400 |
|  | 4.   | J. Gregorčič Jesenice | 15 | 14 | 7  | 1 | 6  | 35 | 31 | 1,129 |
|  | 5.   | Železničar Postumia   | 14 | 14 | 7  | 0 | 7  | 39 | 44 | 0,886 |
|  | 6.   | Tekstilec Tržič       | 12 | 14 | 6  | 0 | 8  | 39 | 39 | 1,000 |
|  | 7.   | Ločan Škofja Loka     | 9  | 14 | 4  | 1 | 9  | 28 | 47 | 0,595 |
|  | 8.   | Predilec Litija       | 0  | 14 | 0  | 0 | 14 | 2  | 43 | 0,046 |

### Qualificazioni per la 1. Slovenska liga
Nell'autunno 1949 vennero disputate le qualificazioni per gli ultimi 4 posti disponibili per la Slovenska republiška liga 1950.
|  | Pos. | Squadra               | Pt | G  | V  | N | P  | GF | GS | QR    |
|  | ---- | --------------------- | -- | -- | -- | - | -- | -- | -- | ----- |
|  | 1.   | Proletarec Zagorje    | 26 | 16 | 11 | 4 | 1  | 48 | 18 | 2,666 |
|  | 2.   | Milčnik Lubiana       | 24 | 16 | 12 | 0 | 4  | 70 | 19 | 3,684 |
|  | 3.   | J. Gregorčič Jesenice | 22 | 16 | 10 | 2 | 4  | 46 | 26 | 1,769 |
|  | 4.   | Drava Ptuj            | 22 | 16 | 10 | 2 | 4  | 35 | 21 | 1,666 |
|  | 5.   | Bratstvo Hrastnik     | 17 | 16 | 7  | 3 | 6  | 55 | 43 | 1,279 |
|  | 6.   | Branik Solkan         | 13 | 16 | 6  | 1 | 9  | 40 | 31 | 1,290 |
|  | 7.   | Tekstilec Tržič       | 11 | 16 | 5  | 1 | 10 | 26 | 51 | 0,509 |
|  | 8.   | Prešeren Radovljica   | 7  | 16 | 3  | 1 | 12 | 15 | 62 | 0,241 |
|  | 9.   | Ločan Škofja Loka     | 2  | 16 | 1  | 0 | 15 | 16 | 60 | 0,266 |

### Coppa d'inverno
All'inizio del 1949, venne disputata la Zimski nogometni pokal, un torneo ad eliminazione diretta cui parteciparono 11 squadre slovene:
| Squadra 1                  | Risultato | Squadra 2          |
| -------------------------- | --------- | ------------------ |
| PRIMO TURNO – 13.02.1949   |           |                    |
| Železničar Lubiana         | 2 – 1     | Branik Solkan      |
| Kladivar Celje             | 4 – 3     | Udarnik Kranj      |
| Tekstilec Tržič            | 2 – 5     | Rudar Trbovlje     |
| Odred                      | 1 – 0     | Železničar Maribor |
| Proletarec Zagorje         | 3 – 0     | Litija             |
| Sobota esentato            |           |                    |
| SECONDO TURNO – 20.02.1949 |           |                    |
| Proletarec Zagorje         | 2 – 1     | Kladivar Celje     |
| Sobota                     | 1 – 1     | Železničar Lubiana |
| Odred                      | 2 – 5     | Rudar Trbovlje     |
| Gorica esentato            |           |                    |
| SEMIFINALI – 27.02.1949    |           |                    |
| Rudar Trbovlje             | 3 – 1     | Gorica             |
| Sobota                     | 3 – 1     | Proletarec Zagorje |
| FINALE – 13.03.1949        |           |                    |
| Rudar Trbovlje             | 2 – 1     | Sobota             |